# The Only Game in Town
The Only Game in Town (conocida en español como El único juego de la ciudad) es una película dramática estadounidense de 1970, la última dirigida por George Stevens. Está protagonizada por Elizabeth Taylor y Warren Beatty. El guion de Frank D. Gilroy se basa en su obra del mismo nombre que tuvo una breve presentación en Broadway en 1968.

## Sinopsis
Una veterana corista y un pianista y jugador empedernido se hacen amigos y luego amantes en Las Vegas.

## Reparto
- Elizabeth Taylor como Fran Walker
- Warren Beatty como Joe Grady
- Charles Braswell como Thomas Lockwood
- Hank Henry como Tony
- Olga Valéry como Hooker

## Recepción de la crítica
En su crítica del 5 de marzo de 1970 en The New York Times, Vincent Canby declaró: «Asignar [Stevens, Beatty y Taylor] a la versión cinematográfica del pequeño y sentimental fracaso de Broadway de Frank D. Gilroy es como tratar de equipar un bote de remos de Central Park con fugas para un crucero de celebridades a través de las islas griegas. El resultado es un desastre fenomenológico... Nada en The Only Game in Town parece estar en alza. Todo, incluido el humor y el patetismo, es falso». 